# Denise Battegay
Denise Battegay, née le 23 juillet 1918 à Tianjin et morte le 23 mars 2004 à Paris (3ème arrondissement) est une artiste peintre française.

## Biographie
Denise Battegay étudie le baccalauréat au lycée Molière et reçoit des cours de peinture à l’académie Julian. 
Elle expose un grand nombre de ses œuvres au Salon d'Automne, Salon des Tuileries et au Salon des Indépendants. Sa première exposition est en 1931 au Salon d'Automne suivi du Salon des Indépendants la même année. 
Son style se rapproche du portrait de genre.